# Takeshi Mori (commandant)
Takeshi Mori (森 赳, Mori Takeshi), né le 25 avril 1894 dans la préfecture d'Aichi et mort le 15 août 1945 à Tokyo, est un officier général japonais.
Lieutenant-général commandant la première division de la garde impériale de l'empire du Japon tout à la fin de Seconde Guerre mondiale, il est tué par le major Kenji Hatanaka au cours de l'incident de Kyūjō.

## Biographie
Né dans la préfecture de Kōchi, Mori est diplômé de la 28e promotion de l'Académie de l'armée impériale japonaise en 1916, spécialisé en cavalerie. Après avoir servi dans un certain nombre de fonctions administratives au sein de l'État-major de l'armée impériale japonaise, il retourne au collège d'état-major dont il sort diplômé de la 39e promotion en 1927. Il sert ensuite comme commandant du 13e régiment de cavalerie avant son retour à une fonction administrative au sein de l'état-major général.
Mori enseigne au collège d'état-major de 1935 à 1937 et de 1938 à 1941. Il est promu major général en 1941. Au début de la seconde guerre sino-japonaise en juillet 1937, Mori est affecté comme officier d'état-major auprès de la 1re armée en Chine de 1937 à 1938. Il retourna sur le continent asiatique en 1941 comme vice Vice-chef d'état-major de la 6e armée au Mandchoukuo et il fut promu chef d'état-major en 1942. De 1943 à 1944, il servit comme commandant adjoint de la kempeitai et de 1944 à 1945 en tant que chef d'état-major de la 19e armée.
Mori est promu au rang de lieutenant général en 1945. Le 7 avril 1945, il est nommé commandant de la 1re division de garde, la prestigieuse division à laquelle est attribuée la responsabilité directe de la protection de la famille impériale.
Après la décision du Japon de capituler, Mori reçoit juste après minuit le 15 août 1945 la visite du major Kenji Hatanaka et des lieutenants colonel Masataka Ida et Jirō Shiizaki qui essayent de s'assurer son aide dans leur complot visant à isoler le palais impérial et à empêcher l'annonce du discours de reddition de l'empereur. Aux environs de 1 h 30, Ida et Shiizaki ont quitté la salle et après les refus répétés de la part de Mori, Hatanaka lui tire dessus et le tue. Son sceau est ensuite placé sur un faux jeu d'ordres (Strategic Order No. 584).